# Peugeot Type 57
La Peugeot Type 57 est un modèle d'automobile produit par le constructeur français Peugeot en 1904.